# Girolamo Albertucci dei Borselli
Girolamo Albertucci dei Borselli (ur. 1432 w Bolonii, zm. 24 listopada 1497) – włoski dominikanin, historyk i inkwizytor.

## Życiorys
Pochodził z Bolonii. W 1457 wstąpił do zakonu dominikańskiego w konwencie bolońskim. Przez wiele lat działał jako wędrowny kaznodzieja w północnej Italii. W latach 1493–1494 sprawował urząd inkwizytora Bolonii.

## Dzieła
Girolamo Albertucci jest autorem wielu dzieł historycznych, z których następujące się zachowały:
- Cronica gestorum ac factorum memorabilium civitatis Bononiae ab urbe condita ad annum 1497
- Cronica magistrorum generalium Ordinis fratrum Praedicatorum et omnium gestorum sub ipsis et clarorum virorum eiusdem ordinis in scientia, dignitate et sanctitate
- Additiones ad Chronicon pontificum et imperatorum Martini Poloni